# Trosnjanskij rajon
Il Trosnjanskij rajon (in russo Троснянский район?) è un rajon dell'Oblast' di Orël, nella Russia europea; il capoluogo è Trosna.